# 선지 (종이)

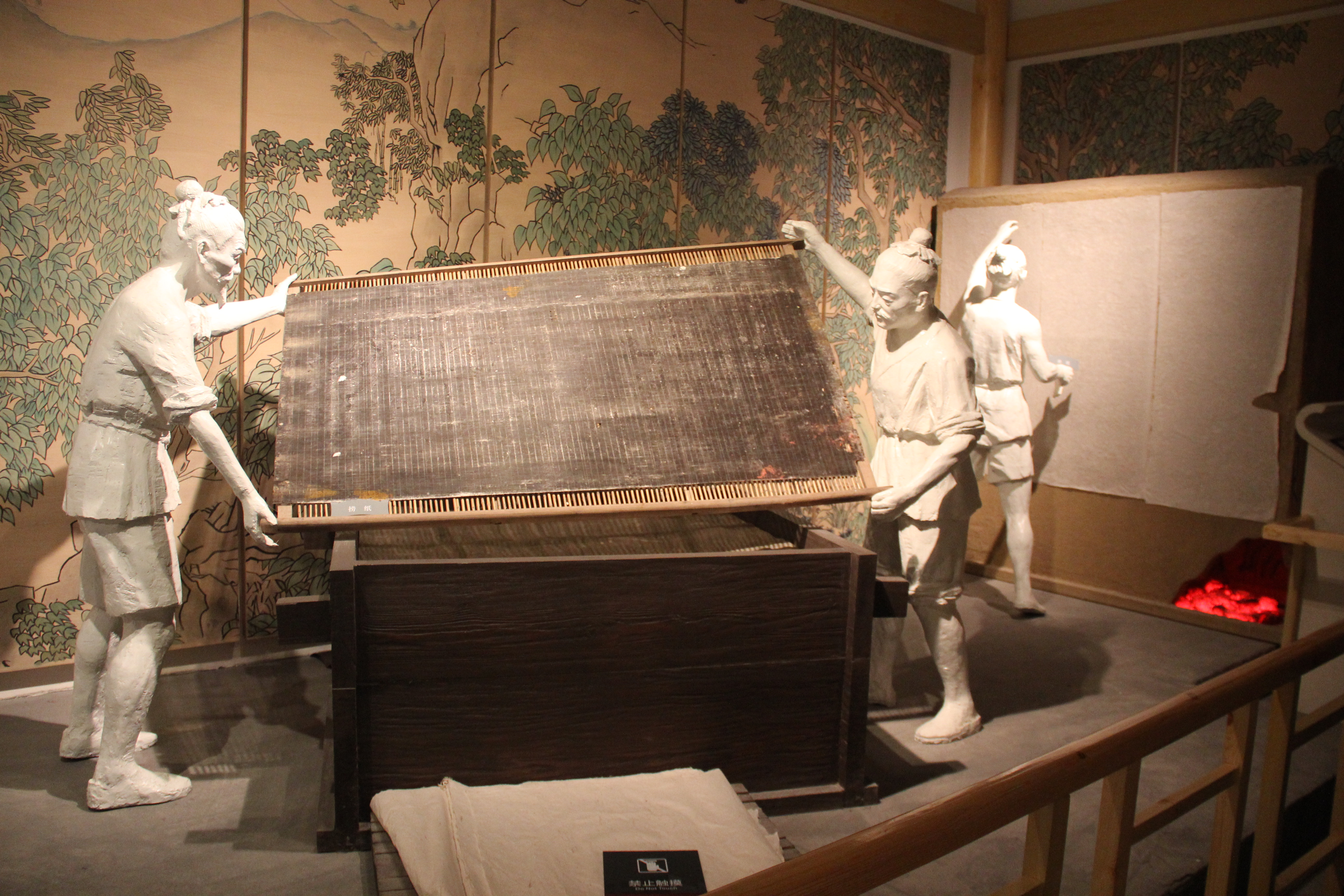

선지(宣紙)는 고대 중국이 기원인 종이의 일종으로, 글을 쓰거나 그림을 그리는 데 쓰인다. 선지는 부드럽고 세밀한 결을 지닌 것으로 잘 알려져 있으며, 서예에 널리 쓰인다.
또, 선지의 하나로, 옥판 선지보다 질이 조금 낮지만 조금 크기가 큰 것을 화선지(畫宣紙)라고 부른다.

## 기원
선지가 처음 언급된 것은 고대 중국의 서적 역대명화기(歷代名畫記)와 신당서(新唐書)이다. 지금의 쉬안청시 징현에서 만들어졌다고 하며, ‘선지(宣紙)’라는 이름은 쉬안청(宣城, 선성)에서 왔다.

## 같이 보기
- 한지
- 화지